# Qvareli (distrikt)
Qvareli (georgiska: ყვარლის მუნიციპალიტეტი, Qvarlis munitsipaliteti) är ett distrikt i Georgien. Det ligger i regionen Kachetien, i den östra delen av landet. Administrativt centrum är staden Qvareli.